# Еле (река)
Еле (фр. Ellé) је река у Француској. Дуга је 76 km. Улива се у Атлантски океан. 